# الكثيب: الجزء الثاني
الكثيب: الجزء الثاني (بالإنجليزية: Dune: Part Two) هو فيلم أوبرا فضاء ملحمي أمريكي صدر عام 2024، من إخراج ديني فيلنوف الذي شارك أيضًا في كتابة السيناريو إلى جانب جون سبايتس. يُعد الفيلم تكملة لـ الكثيب (2021)، ويُشكّل الجزء الثاني من اقتباس سينمائي ثنائي الأجزاء لرواية الكثيب (1965) للكاتب فرانك هربرت. يتابع الفيلم رحلة بول أتريديس وهو يوحّد قواه مع شعب الفريمن، سكان كوكب أراكس الصحراوي، ليشن حربًا ضد آل هاركونن. يعود في هذا الجزء تيموثي شالاماي، زيندايا، ريبيكا فيرغسون، جوش برولين، ستيلان سكارسغارد، ديف باتيستا، شارلوت رامبلينغ، وخافيير بارديم لتجسيد أدوارهم من الجزء الأول، بينما انضم إلى طاقم التمثيل كل من أوستن بتلر، فلورنس بيو، كريستوفر واكن، وليا سيدو.
بدأ تطوير الفيلم بعد أن حصلت شركة ليجندري إنترتينمنت على حقوق إنتاج أفلام ومسلسلات مستندة إلى سلسلة الكثيب في عام 2016، ووقّع فيلنوف على إخراج العمل في 2017، مع نيّته تنفيذ اقتباس من جزأين نظرًا لتعقيد الرواية. ومع ذلك، أُمّنت عقود الإنتاج للجزء الأول فقط، قبل أن يُمنح الضوء الأخضر للجزء الثاني في أكتوبر 2021 بناءً على نجاح الفيلم الأول. جرى التصوير الرئيسي بين يوليو وديسمبر 2022 في كل من بودابست، إيطاليا، الأردن، وأبو ظبي.
تأجل إصدار الفيلم من موعده الأصلي في نوفمبر 2023 بسبب إضرابات هوليوود عام 2023، وعُرض لأول مرة في القاعة الوطنية بمدينة مكسيكو في 6 فبراير 2024، قبل أن يُطرح في الولايات المتحدة في 1 مارس حيث حظي بإشادة نقدية واسعة، محققًا إيرادات بلغت 714 مليون دولار عالميًا، متجاوزًا بذلك الجزء الأول وأصبح سابع أعلى فيلم إيرادًا في عام 2024. نال الفيلم عدة جوائز وتكريمات، من بينها اختياره ضمن أفضل عشرة أفلام لعام 2024 من قبل معهد الفيلم الأمريكي. كما تلقّى خمس ترشيحات في الدورة 97 لجوائز الأوسكار (من بينها أفضل فيلم)، فاز منها بجائزتي أفضل صوت وأفضل مؤثرات بصرية، وحصل على جائزتين في حفل جوائز الأكاديمية البريطانية للأفلام لأفضل صوت وأفضل مؤثرات بصرية خاصة، بالإضافة إلى ترشيحين في الدورة 82 لجوائز غولدن غلوب، من ضمنها أفضل فيلم درامي.
جزء ثالث بعنوان الكثيب: الجزء الثالث، والمستند جزئيًا إلى رواية مسيح الكثيب (1969) من تأليف فرانك هربرت، قيد الانتاج ومتوقع صدوره في 18 ديسمبر 2026.

## القصة
عقب هزيمة آل أتريديس على يد آل هاركونن، تبدأ الأميرة إيرولان—ابنة الإمبراطور الباديشاه شادّام الرابع—بتوثيق خيانة والدها لآل أتريديس في مذكّراتها. على كوكب أراكيس، يصطحب زعيم قبيلة الفريمن، ستيلغار، كلًا من بول أتريديس ووالدته الحامل، الليدي جيسيكا، إلى سييتش تابْر. يشك بعض الفريمن في كونهما جواسيس، بينما يرى آخرون، بقيادة ستيلغار، علامات نبوءة قديمة تتحدث عن أم وابن قادمين من "العالم الخارجي" سيجلبان الازدهار لأراكيس.
يقبل الفريمن بول بينهم، لكن ستيلغار يأمر جيسيكا بأن تخلف الأم المبجلة المحتضرة لسييتش تابر، وذلك عبر شرب "ماء الحياة"—وهو سائل قاتل في العادة. وبفضل تدريبها كـبيني جيزيرت، تتمكن جيسيكا من تحويل السائل السام والنجاة، ما يتيح لها الوصول إلى ذكريات الأمهات المبجلات السابقات. يؤدي هذا الفعل إلى إيقاظ عقل طفلتها التي لم تولد بعد، أليا، ما يسمح لهما بالتواصل. تتفق جيسيكا مع أليا على التركيز على إقناع فريمن الشمال المتشككين بالنبوءة، والتي تكتشف تشاني وصديقتها شيشاكيلي أنها أسطورة مُلفّقة من قبل البيني جيزيرت لغرض التلاعب بالفريمن. رغم ذلك، تبدأ تشاني في احترام بول بعد إعلانه أنه لا يسعى للحكم، بل فقط للقتال إلى جانب الفريمن.
يقع بول وتشاني في الحب، بينما يغوص بول في ثقافة الفريمن: يتعلّم لغتهم، يصبح مقاتلًا في قوات الفيداكيين، يركب دودة رملية، ويقود غارات على عمليات استخراج التوابل التابعة للهاركونن. يتخذ لنفسه اسمين فريمنيين: أوصول (ويعني "قوة العمود") ومؤديب (ويعني "فأر الكنغر"). وبسبب استمرار الغارات، يُعيّن البارون فلاديمير هاركونن ابن أخيه السادي والماكر فيد-روثا حاكمًا على أراكيس. تُرسل الليدي مارغو فينرينغ، من البيني جيزيرت، لتقييم فيد-روثا كمرشح محتمل لمنصب كويزاتس هاديراخ وتأمين نسله.
تتجه جيسيكا جنوبًا للاتحاد مع الفريمن المتشددين، الأكثر إيمانًا بالنبوءة. أما بول، فيبقى في الشمال خوفًا من أن تؤدي رؤاه عن حرب مقدسة مروّعة إلى تحققها إن اتّخذ دور المهدي. أثناء غارة على آلة تهريب توابل، يلتقي بول من جديد بالمحارب غيرني هاليك، الذي يقوده إلى مخزون ذري سري يخص آل أتريديس. فيد-روثا يشن هجومًا مدمرًا على فريمن الشمال، مدمّرًا سييتش تابر، ويقتل شيشاكيلي، مما يضطر بول والناجين للاتجاه جنوبًا. هناك، يشرب بول ماء الحياة ويسقط في غيبوبة. تحت تأثير التنويم، تدفع جيسيكا تشاني لإنقاذه، فتسقيه مزيجًا من دموعها وماء الحياة، ما يوقظه. يصبح بول الآن قادرًا على رؤية المستقبل والماضي بوضوح، ويرى مستقبلًا يُتوّج فيه أليا راشدة على أراكيس مغمور بالماء. كما يكتشف أن جيسيكا هي ابنة البارون، وأنها أُرسلت كجارية للدوق ليتو في إطار خطة البيني جيزيرت لدمج سلالتي هاركونن وأتريديس بهدف إنجاب الكويزاتس هاديراخ.
يلتقي بول بمجلس حرب فريمن الجنوب ويُلهمهم عندما يُظهر قدرته على قراءة أعماق أفكارهم. يُعلن نفسه "لسان الغيب"—الشخص الموعود في نبوءاتهم—ويتحدى الإمبراطور، الذي يصل إلى أراكيس بصحبة إيرولان وقوات الساردوكار. أثناء توبيخ الإمبراطور للهاركونن على إخفاقاتهم، يشن الفريمن هجومًا واسعًا باستخدام الذخائر الذرية والديدان الرملية، ويقضي بول على البارون ويأسر الإمبراطور. في هذه الأثناء، يقود غيرني هجومًا على أراكين ويقتل بيست رابان.
يطالب بول بالعرش، ولخيبة أمل تشاني، يعلن نيّته الزواج من إيرولان. تصل جيوش العروش الكبرى إلى المدار استعدادًا لغزو الكوكب، لكن بول يهدد بتدمير حقول التوابل إذا تدخلوا. يتطوّع فيد-روثا كمقاتل يمثل الإمبراطور، لكنه يُقتل على يد بول في مبارزة فردية. توافق إيرولان على الزواج من بول بشرط ألا يقتل والدها. يرضخ الإمبراطور للأمر الواقع، لكن العروش الكبرى ترفض تنصيب بول، فيأمر بول الفريمن بالهجوم على الأسطول المداري. بينما يقود ستيلغار الفريمن إلى سفن الساردوكار المُستولى عليها، تتأمل جيسيكا وأليا في انطلاق حرب بول المقدسة. في حين ترفض تشاني الانحناء لبول وتستعد لمغادرة المكان وحدها على ظهر دودة رملية.

## الممثلون والشخصيات
- تيموثي شالاماي بدور بول أتريديس، دوق آل أتريديس المنفي، الذي يتحالف مع شعب الفريمن للإطاحة بآل هاركونن الاستبداديين.
- زيندايا بدور تشاني، محاربة فريمن شابة ومتمردة، وحبيبة بول.
- ريبيكا فيرغسون بدور الليدي جيسيكا، والدة بول، من طائفة بيني جيزيرت، وكانت جارية ورفيقة الدوق الراحل ليتو أتريديس.
- جوش برولين بدور غيرني هاليك، القائد العسكري السابق لآل أتريديس، ومرشد وصديق بول.
- أوستن بتلر بدور فيد-روثا، ابن شقيق البارون فلاديمير هاركونن، ووريث آل هاركونن (المُلقّب بـ"نا-بارون").
- فلورنس بيو بدور الأميرة إيرولان، الابنة الكبرى للإمبراطور، وريثة مفترضة للعرش وعضوة متدربة في طائفة بيني جيزيرت.
- ديف باتيستا بدور رابان، ابن شقيق البارون هاركونن، وشقيق فيد-روثا الأكبر.
- كريستوفر واكن بدور الإمبراطور شادام الرابع، الإمبراطور الباديشاه للكون المعروف، ورأس آل كورّينو.
- ليا سيدو بدور الليدي مارغو فينرينغ، عضوة في البيني جيزيرت وصديقة مقربة من الإمبراطور.
- سهيلة يعقوب بدور شيشاكلي، محاربة من الفريمن وصديقة تشاني.
- ستيلان سكارسغارد بدور البارون فلاديمير هاركونن، زعيم آل هاركونن والحاكم السابق لكوكب أراكيس، وعدو آل أتريديس، وعم فيد-راوثا ورابان.
- شارلوت رامبلينغ بدور الأم المبجلة موهيام، من طائفة البيني جيزيرت، وتشغل منصب "كاتبة الحقيقة" للإمبراطور.
- خافيير بارديم بدور ستيلغار، زعيم قبيلة الفريمن في سييتش تابر.
- أنيا تايلور-جوي تظهر في دور شرفي غير مُعتمد بدور أليا أتريديس، الأخت التي لم تولد بعد لبول، والتي تظهر في رؤاه وتتواصل مع والدتها جيسيكا وهي في الرحم.
- بابس أولوسانموكون وروجر يوان يعيدان تجسيد دوريهما من الجزء الأول بشخصيتي جاميس والملازم لانفيل، على التوالي.

- ستيفن ماكينلي هندرسون صوّر مشاهد بدور ثوفيـر هاوات، وتيم بليك نيلسون صوّر مشاهد لشخصية لم يُكشف عنها، لكن لم تُدرج مشاهدهما في النسخة النهائية من الفيلم، وقد مُنحا شكراً خاصًا في التتر من المخرج فيلنوف.

## الاصدار

### العرض السينمائي
كان من المقرر في البداية إصدار الكثيب: الجزء الثاني في 20 أكتوبر 2023، لكن جرى تأجيله إلى 17 نوفمبر 2023، قبل أن يُقدّم موعده أسبوعين ليُعرض في 3 نوفمبر 2023 نتيجة لتغيّرات في جداول إصدارات الاستوديوهات الأخرى. مع اندلاع إضرابات هوليوود عام 2023، أُجّل الفيلم أكثر من أربعة أشهر ليُعرض في 15 مارس 2024. بعد حل النزاعات، أُعيد تقديم الموعد أسبوعين إضافيين، ليصدر أخيرًا في 1 مارس 2024.
بعد نجاح فيلم أوبنهايمر (2023) في صيغة آيماكس، عُرض الكثيب: الجزء الثاني بتقنية آيماكس 70 مم ذات 15 ثقبة في 12 دار عرض حول العالم، وبتقنية 70 مم ذات 5 ثقوب في 38 دار عرض أخرى.
أُقيم العرض العالمي الأول للفيلم في القاعة الوطنية بمدينة مكسيكو يوم 6 فبراير 2024، وتبعه عرض رسمي آخر في قاعة "أوديون لوكس ليستر سكوير" بـلندن يوم 15 فبراير.
في واقعة مؤثرة، عُرض الفيلم في 16 يناير 2024 بشكل خاص لرجل يحتضر في مركز رعاية تلطيفية بمدينة ساغينيه الكندية في مقاطعة كيبك، مسقط رأس المخرج ديني فيلنوف. عبّر الرجل عن رغبته الأخيرة في مشاهدة الفيلم قبل وفاته، فنقلت جوزيه غانيون، وهي مؤسسة مشاركة في جمعية لمرافقة المحتضرين، أمنيته إلى فيلنوف وشريكته تانيا لابوانت—المنتجة المشاركة في الفيلم—عبر منشور فيسبوك انتشر بسرعة. ووفقًا لغانيون، فقد "تأثر" الثنائي بشدة. وقد عرضا في البداية دعوة الرجل إلى عرض في لوس أنجلوس أو مونتريال، لكنه كان أضعف من أن يسافر، مما دفع فيلنوف لإرسال مساعده الشخصي إلى ساغينيه ومعه حاسوبه المحمول الخاص. عُرض الفيلم داخل غرفة بالمركز، وطُلب من الجميع تسليم هواتفهم والتوقيع على تعهدات بعدم التسريب. إلا أن الرجل كان يعاني من ألم شديد ولم يستطع مشاهدة الفيلم كاملًا، فتوقف في منتصفه، وتوفي في 25 يناير. وصفت شبكة هيئة الإذاعة الكندية (CBC) هذا الحدث لاحقًا بأنه العرض العالمي الحقيقي الأول للفيلم، وذلك بعد الكشف عنه علنًا بعد إصدار الفيلم في دور العرض.

### الوسائط المنزلية
أُتيح الفيلم رقميًا في 16 أبريل 2024، وصدر على أقراص بلو-راي وDVD وبلو-راي فائقة الدقة في 14 مايو 2024 عبر شركة وارنر برذرز هوم إنترتينمنت. كما أُضيف إلى خدمة البث ماكس في 21 مايو 2024. أصبح الفيلم ثاني أكثر الأفلام مبيعًا في المملكة المتحدة خلال عام 2024 عبر جميع صيغ التوزيع المنزلي، حيث بيع منه 817,000 وحدة، واحتل المرتبة الأولى في المبيعات الفيزيائية بـ 132,000 قرص محققًا 2.5 مليون دولار من العائدات.

## الاستقبال

### شباك التذاكر
حقق فيلم الكثيب: الجزء الثاني إيرادات بلغت 282.7 مليون دولار في الولايات المتحدة وكندا، و432 مليون دولار في باقي أنحاء العالم، ليصل مجموع إيراداته عالميًا إلى 714.7 مليون دولار. بلغت إيرادات شاشات آيماكس وحدها أكثر من 145 مليون دولار. قدّرت هوليوود ريبورتر أن الفيلم سيصل إلى نقطة التعادل المالي عند تحقيقه ما يقارب 500 مليون دولار من العائدات. أما موقع ديدلاين هوليوود فحسب صافي أرباح الفيلم بـ184.3 مليون دولار، بعد احتساب ميزانية الإنتاج، تكاليف التسويق، حصص النجوم، وغيرها من التكاليف، إضافةً إلى الإيرادات من شباك التذاكر، التلفزيون، البث، والمبيعات المنزلية، مما جعله سابع أكثر الأفلام تحقيقًا للأرباح في عام 2024.
في الولايات المتحدة وكندا، تجاوزت مبيعات التذاكر المسبقة للفيلم نظيرتها من فيلم أوبنهايمر (2023)، وتوقّعت الاستوديوهات أن يحقق الفيلم من 65 إلى 80 مليون دولار من أكثر من 4,050 دار عرض خلال عطلة نهاية الأسبوع الافتتاحية. جمع الفيلم في يومه الأول 32.2 مليون دولار، منها 12 مليون دولار من العروض المسبقة يومي 25 و29 فبراير؛ وكانت عروض آيماكس تمثل 4.5 مليون دولار (38%) من هذا الإجمالي. افتتح الفيلم بـإيرادات قدرها 82.5 مليون دولار، أي أكثر من ضعف افتتاحية الجزء الأول البالغة 41 مليون دولار؛ وحققت عروض آيماكس وحدها 18.5 مليون دولار (23%)، وهو رقم قياسي لإصدار في شهر مارس. صرّح جيف غولدشتاين، رئيس التوزيع المحلي في شركة وارنر برذرز، بأن هذه النتائج كانت "أعلى بكثير مما توقعنا جميعًا"، خصوصًا بالنظر إلى "نوعٍ سينمائي من الصعب كسره جماهيريًا". في عطلة نهاية الأسبوع الثانية، حقق الفيلم 46.2 مليون دولار بانخفاض 44%، ليحل في المركز الثاني خلف فيلم كونغ فو باندا 4. تجاوز في غضون سبعة أيام فقط إجمالي إيرادات الجزء الأول محليًا (108 ملايين دولار)، ثم حقق 28.5 مليون دولار في عطلة نهاية الأسبوع الثالثة، و17.6 مليون دولار في الرابعة، محتلًا المرتبة الثانية في كليهما. أصبح الفيلم الأعلى إيرادًا للنجم تيموثي شالاماي في دور البطولة، متجاوزًا ونكا (2023).
خارج الولايات المتحدة وكندا، كان من المتوقع أن يحقق الفيلم ما بين 85 و90 مليون دولار من 71 سوقًا عالميًا في عطلة نهاية الأسبوع الافتتاحية. لكنه جمع 100.02 مليون دولار خلال أول ثلاثة أيام. في الأسبوع الثاني، أضاف الفيلم 81 مليون دولار من 72 سوقًا دوليًا، من بينها افتتاحية قوية في الصين بلغت 20 مليون دولار. واصل الفيلم أداءه القوي عالميًا، محققًا 51.2 مليون دولار في الأسبوع الثالث، و30.7 مليون دولار في الأسبوع الرابع. اعتبارًا من 14 أبريل 2024، كانت الأسواق الأعلى دخلًا للفيلم: المملكة المتحدة (48.1 مليون دولار)، الصين (48.1 مليون دولار)، فرنسا (41.8 مليون دولار)، ألمانيا (38.7 مليون دولار) وأستراليا (22 مليون دولار).

### الاستجابة النقدية وتقييمات الجمهور
نال فيلم الكثيب: الجزء الثاني إشادة نقدية واسعة، وُصفت بأنها "حماسية عمومًا"، حيث أثنى النقاد على المؤثرات البصرية وأداء طاقم التمثيل، واعتبره بعضهم من أعظم أفلام الخيال العلمي على الإطلاق. على موقع روتن توميتوز، حصل الفيلم على تقييم إيجابي بنسبة 92% من أصل 456 مراجعة، بمتوسط تقييم 8.4 من 10 وورد في إجماع النقاد: "بصريًا مذهل وسرديًا ملحمي، يواصل الكثيب: الجزء الثاني اقتباس ديني فيلنوف للسلسلة المحبوبة بشكل مدهش". أما موقع ميتاكريتيك، فقد منح الفيلم 79 من 100 بناءً على 62 مراجعة، مما يشير إلى "مراجعات إيجابية عمومًا". منح جمهور سينماسكور الفيلم تقييم A على مقياس من A+ إلى F (وهو أعلى من تقييم الجزء الأول A–)، بينما منحته استطلاعات بوست تراك نسبة رضا إجمالية 94%، وقال 80% من المشاركين إنهم "بالتأكيد سيوصون بمشاهدته".
كتب ريتشارد روبر في شيكاغو سن-تايمز، مانحًا الفيلم 3 من 4 نجوم، مشيدًا بجوانبه التقنية والسردية، قائلاً: "حتى ونحن ننبهر بالتصوير السينمائي والمونتاج والموسيقى والمؤثرات البصرية والتصميم والإخراج الصوتي—كلهم بمستوى الأوسكار—فإننا نتذكّر في كل لحظة أن هذه قصة مجنونة تمامًا".
أما المخرج ستيفن سبيلبرغ، فقد وصف الفيلم بأنه "واحد من أذكى وأروع أفلام الخيال العلمي التي شاهدتها على الإطلاق"، مضيفًا: "رغم قلة الحوار نسبيًا، فإن الشخصيات مرسومة بعمق شديد... إنه سينما خالصة. اللقطات كأنها لوحات فنية، دون أن تكون متكلفة". كذلك، وصفه المخرج جيمس كاميرون بأنه "سينما خالصة"، واعتبره تحسنًا كبيرًا على النسخة السينمائية السابقة من عام 1984. كما أشاد المخرج كريستوفر نولان بالفيلم، واصفًا إياه بـ"المعجزة"، وقال: "إذا كانت الكثيب: الجزء الأول بالنسبة لي مثل حرب النجوم، فإن الكثيب: الجزء الثاني هو بمثابة حرب النجوم الجزء الخامس: الإمبراطورية تعيد الضربات". اعتبره مخرجون آخرون من بينهم فرانسيس فورد كوبولا، لوكا غواداغنينو، جيف فاولر، ديفيد لوري، آدم إليوت، إدوارد بيرغر، رينالدو ماركوس غرين، ماكس هيشتمان، نيكولاس ستولر وغينتس زيلبالوديس من أفضل أفلام عام 2024. في يونيو 2025، صنّف موقع إندي واير الفيلم في المرتبة 95 ضمن قائمة "أفضل 100 فيلم في عقد 2020 حتى الآن".
مع ذلك، لم تكن كل المراجعات إيجابية بالكامل. ففي هوليوود ريبورتر، أثنت لوفيا جياركي على الجوانب التقنية والتمثيل، لكنها رأت أن الفيلم أخفق في نقل تعقيدات رواية هربرت من حيث موضوعات مثل الإمبريالية. كتب نيكولاس باربر من بي بي سي أن الفيلم "واحد من أكثر الأعمال الغريبة والمذهلة فنيًا التي خرجت من استوديو ضخم"، ورغم تحفظاته، وجد أن حجم الفيلم وروعته يعوضان عن بعض نواقصه. أما نواه بيرلاتسكي من سي أن أن، فانتقد الفيلم لعدم تقديم رؤية فعالة مناهضة للاستعمار، إذ "ما زال يتمحور حول قدر بول" رغم إعطاء شخصية تشاني مساحة صوتية أكبر.
أبدى عدد من النقاد استياءهم من غياب التمثيل من منطقة الشرق الأوسط وشمال إفريقيا (MENA)، رغم استلهام الفيلم للعناصر الثقافية والإسلامية من تلك المنطقة. كتبت فورفاه شاه في النسخة البريطانية من مجلة كوزموبوليتان أنها شعرت "بالإحباط كمشاهدة مسلمة"، منتقدة غياب ممثلين من خلفيات عربية أو إسلامية ضمن الأدوار الرئيسية، رغم الاستخدام الرمزي لثقافة المنطقة. كما انتقدت هانا فلينت في موقع العربي الجديد الأمر نفسه، وإن أشادت بمشاركة الممثلة سُهيْلة يعقوب التونسية–السويسرية، واعتبرتها "نقطة مضيئة للتمثيل العربي". من ناحية دينية، قدّم ستيفن دي. غرايدانوس في مجلة كاثوليك الولايات المتحدة رؤية مغايرة، معتبرًا أن الفيلم يستمد إلهامه من مختلف الديانات الإبراهيمية بهدف نقد فكرة الإيمان المطلق، كما لاحظ وجود "بُعد بيئي روحاني" من خلال ثقافة الفريمن، وإيحاءات مؤيدة للحياة من خلال تطور شخصية الجنين أليا.

## المستقبل
عبّر المخرج ديني فيلنوف عن اهتمامه بإخراج فيلم ثالث مستند إلى رواية مسيح الكثيب، وهي الجزء الثاني في سلسلة فرانك هربرت، مشيرًا إلى أن إنتاج الفيلم كان مشروطًا بنجاح الكثيب: الجزء الثاني. صرّح كاتب السيناريو جون سبايتس في مارس 2022 أن فيلنوف يخطط بالفعل لفيلم ثالث، إضافة إلى العمل على مسلسل مشتق بعنوان الكثيب: النبوءة. في أغسطس 2023، أكّد فيلنوف أن الفيلم الثالث سيُشكّل خاتمة ثلاثية الكثيب السينمائية. وقد بدأ العمل على تطوير سيناريو الفيلم الثالث منذ عام 2023. في فبراير 2024، أوضح فيلنوف أن السيناريو "شبه مكتمل"، لكنه لا يريد التسرع، منتقدًا ميل هوليوود للتركيز على تواريخ الإصدار بدلًا من جودة العمل الفني، قائلًا: "إذا عدنا إلى هناك للمرة الثالثة، أريد أن يكون العمل جيدًا، بل أفضل من الجزء الثاني". كما أشار إلى أنه قد ينتظر عدة سنوات حتى يكبر تيموثي شالاماي قليلًا، نظرًا لأن أحداث مسيح الكثيب تجري بعد 12 عامًا من أحداث الرواية الأولى.
قبل إصدار الكثيب: الجزء الثاني، كشف المؤلف الموسيقي هانز زيمر أنه بدأ بالفعل كتابة الموسيقى للفيلم الثالث، بعد أن جاءه فيلنوف ووضع نسخة من مسيح الكثيب على مكتبه دون أن يتفوّه بكلمة. في أبريل 2024، أُفيد بأن فيلنوف وشركة ليجندري بيكتشرز قد بدآ رسميًا تطوير الفيلم الثالث. أكد فيلنوف أن فيلم مسيح الكثيب سيكون آخر فيلم له في عالم الكثيب، لكنه أضاف في سبتمبر 2024: "من الجيد أن أزرع في جزء المسيح بذورًا تسمح لشخص آخر بمتابعة السلسلة لاحقًا، لأنها كتب رائعة. لكنها تزداد صعوبة في الاقتباس، وتصبح أكثر تجريدًا وتعقيدًا. لن أُكمل بنفسي، لكن لا أغلق الباب أمام أن يُكملها أحد غيري".
من المتوقع أن يبدأ تصوير الفيلم في صيف عام 2025، مع تحديد تاريخ الإصدار في 18 ديسمبر 2026. وفقًا لموقع ديدلاين هوليوود، فقد اُختير نواكا وولف موموا وأيدا بروك لأداء دوري التوأم ليتو الثاني أتريديس وغانِيما أتريديس، أبناء بول وعشيقته تشاني.

## روابط خارجية
- الموقع الرسمي
- الكثيب: الجزء الثاني على موقع IMDb (الإنجليزية)
- الكثيب: الجزء الثاني على موقع ميتاكريتيك (الإنجليزية)
- الكثيب: الجزء الثاني على موقع روتن توميتوز (الإنجليزية)
- الكثيب: الجزء الثاني على موقع ألو سيني (الفرنسية)
- الكثيب: الجزء الثاني على موقع فيلمافينيتي (الإسبانية)
- الكثيب: الجزء الثاني على موقع قاعدة بيانات الأفلام السويدية (السويدية)
- الكثيب: الجزء الثاني على موقع قاعدة بيانات الفيلم (الإنجليزية)
- الكثيب: الجزء الثاني على موقع ليتربوكسد (الإنجليزية)
- الكثيب: الجزء الثاني على موقع كينوبويسك (الروسية)